# Lüner SV
Maillots
Le Lüner SV est un club sportif allemand localisé à Lünen en Rhénanie-du-Nord-Westphalie.
En plus du football, le club comporte des sections de Gymnastique, de Handball, de Judo, de Tennis et de Volley-ball.

## Histoire
Le club fut constitué après la Seconde Guerre mondiale.
Pour le football, il connut sa meilleure période en 1963. Alors que la Bundesliga voyait le jour, la DFB instaura aussi un second niveau qui reçut le nom de Regionalliga. 
À la fin de la saison 1962- 1963, le Lüner SV remporta le titre de la Verbandsliga Westfalen devant le VfB 03 Bielefeld en finale. Lors du tour final des Amateurligen, il s'imposa et fut ainsi qualifié pour la nouvelle Regionalliga West.
Le club fut relégué au terme de la première saison. Il remonta au 2eniveau en 1967 et y évolua durant six championnats consécutifs. Une 6e place obtenue en 1970 fut son meilleur résultat. En 1973, le Lüner Sportverein fut relégué au 3e niveau, soit un an avant la création de la 2. Bundesliga
En 1978, six régions instaurèrent une Oberliga au 3e niveau de la hiérarchie (ce que seules, la région  Nord et celle de  Berlin-Ouest avait fait dès 1974).
La région Ouest fut partagée en deux "Oberligen": Nordrhein et Westfalen.
En 1981- 1982, le Lüner SV monta en Oberliga Westfalen, mais fut relégué après un seul championnat. Le club resta ensuite de nombreuses saisons en Verbandsliga ou Landesliga, soient les niveaux 4 et 5 de la pyramide du football allemand.
En 2000, Lüner revint en Oberliga Westfalen, mais cette ligue était devenue le niveau 4 en 1994 lors de l’instauration des Regionalligen au 3e étage. Au bout de quatre saisons, le Lüner SV descendit en Verbandsliga.
En 2009, le club descendit en Landesliga (niveau 7), puis en Bezirksliga (niveau 8) la saison suivante.